# مینو محرز
مینو محرز (زاده ۳۰ دی ۱۳۲۴) پزشک، رئیس پیشین مرکز تحقیقات ایدز ایران (IRCHA)، استاد دانشگاه علوم پزشکی تهران و عضو فرهنگستان علوم پزشکی ایران است. وی متخصص بیماری‌های عفونی است و زمینه اصلی فعالیتش ایدز می‌باشد.
او به عنوان کارشناس سازمان جهانی بهداشت دربارهٔ بیماری ایدز در ایران و منطقه مدیترانه شرقی پژوهش می‌کند و از سال ۱۳۹۴ که مرکز تحقیقات ایدز ایران (IRCHA) راه اندازی شد، ریاست آن را بر عهده دارد. مرکز تحقیقات ایدز، نهاد پیشروی ایران در زمینهٔ پژوهش‌های پایه‌ای و مبتنی بر جامعه دربارهٔ HIV/AIDS در ایران است.
مینو محرز دو کتاب تألیف و چهار کتاب در زمینه پزشکی ترجمه کرده است و ۴۱ مقاله در نشریات فارسی و ۶۰ مقاله در نشریات بین‌المللی منتشر کرده است.
و عضو گروه تدوین کننده دستورالعمل درمانی (گاید لاین)های کشوری است.
او در سال ۱۳۹۸ خورشیدی، مدیریت «پروژه ساخت واکسن کرونا در ایران» را برعهده داشت.

## زندگی
مینو محرز در سال ۱۳۲۴ در تهران زاده شد. او در سال ۱۳۴۲ از دبیرستان فارغ‌التحصیل شد و در همان سال رشته پزشکی را در دانشکده پزشکی دانشگاه تهران آغاز کرد. بعد از اتمام دوره عمومی، در سال ۱۳۴۹ در رشته تخصصی عفونی ادامه تحصیل داد و در سال ۱۳۵۲ موفق به اخذ مدرک در رشته تخصصی عفونی از دانشگاه تهران (دانشگاه علوم پزشکی تهران کنونی) شد. او عضو هیئت علمی و استاد بازنشسته گروه عفونی در بخش عفونی بیمارستان امام خمینی است.
وی در زمان دنیاگیری کووید-۱۹ در ایران به این بیماری مبتلا شد و پس از رفتن به قرنطینه خانگی و تحت درمان قرارگرفتن بهبود یافت.

## فعالیت‌ها

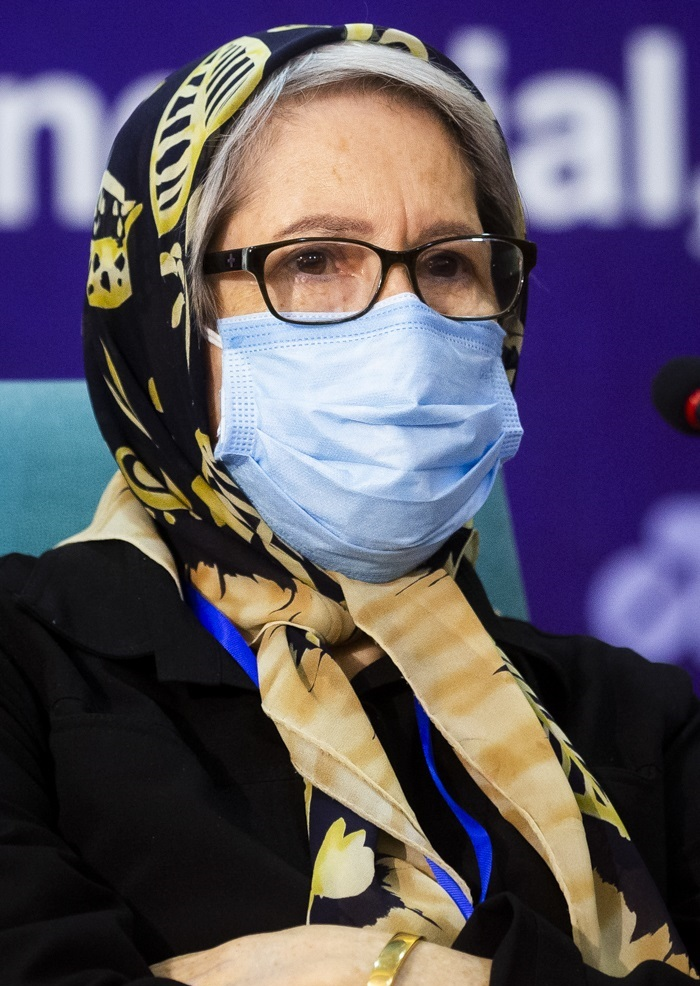
محرز در یک نشست خبری مربوط به واکسن کرونا

- رئیس پیشین مرکز تحقیقات ایدز ایران (IRCHA)[۲]
- قائم مقام انجمن حمایت از بیماریهای عفونی
- عضو پیوسته فرهنگستان علوم پزشکی ایران
- عضو هیئت ممتحنه برد و ارزش یابی متخصصین بیماریهای عفونی ایران
- سردبیر مجله بیماریهای عفونی و گرمسیری ایران[۱]
- عضو گروه علوم بهداشتی و تغذیه فرهنگستان علوم پزشکی
- عضو کمیته کشوری بیماری ایدز
- عضو کمیته کشوری بیماریهای سل و تب مالت[۱]
- عضو شورای برنامه‌ریزی کرسی یونسکو در زمینه آموزش سلامت
- عضو گروه تدوین کننده دستورالعمل درمانی (گاید لاینهای) کشوری
- عضو هیئت علمی دانشگاه علوم پزشکی تهران[۲]
- عضو هیئت تحریریه فصلنامه علمی پژوهشی طب انتظامی[۹]
- عضو کمیته علمی ستاد ملی مبارزه با کرونا (۱۳۹۹_۲۰۲۰)

### مرکز تحقیقات ایدز ایران
مرکز تحقیقات ایدز ایران (IRCHA)، نهاد پیشروی ایران در زمینهٔ پژوهش‌های پایه‌ای و مبتنی بر جامعه دربارهٔ HIV/AIDS در ایران است. این مرکز وابسته به دانشگاه علوم پزشکی تهران است و در مجتمع بیمارستان امام خمینی تهران قرار دارد و در سال ۱۳۹۴ خورشیدی (۲۰۰۵ میلادی) فعالیت خود را شروع کرد. مرکز تحقیقات ایدز با فعالیت‌های چندرشته‌ای با هدف آموزش، پژوهش و گسترش برنامه‌های پیشگیرانه، درمان و مراقبت در حیطه HIV/AIDS شروع به کار کرد. فعالیت‌های این مرکز عبارت‌اند از:
- انجام فعالیت‌های پژوهشی در زمینه اپیدمیولوژی، پیشگیری، روش‌های آزمایشگاهی، درمان و مراقبت، سلامت روان، اعتیاد و سایر رفتارهای پرخطر.
- نشر دانش کسب شده و ظرفیت سازی برای ارائه دهندگان مراقب بهداشتی و سازمان‌ها در سطوح کشوری و منطقه‌ای.
- ارائه خدمات بالینی و روانی برای افراد مبتلا به HIV و خانواده آنها.
- ایجاد و حفظ باشگاه یاران مثبت برای افراد HIV مثبت با هدف فراهم آوردن امکانات تفریحی، مهارت‌های زندگی و فعالیت‌های رفاهی برای اعضای خود.
- همکاری‌های گسترده با مراکز پژوهشی دیگر در سطح کشوری و بین‌المللی.[۲]

این مرکز در سال ۱۳۹۳ دارای ۴۰ پزشک و پژوهشگر تمام وقت و نیمه وقت بود.

## جوایز و افتخارات
- جایزه ملی علامه طباطبایی (دوره سوم در سال ۱۳۹۳)[۲]
- جایزه البرز به‌عنوان دانشمند برتر در سال ۱۳۹۸
- تقدیرنامه از دانشگاه علوم پزشکی تهران برای مشارکت در برنامه‌های آموزشی[۱]
- پزشک نمونه از طرف سازمان نظام پزشکی[۱]
- تقدیر از طرف وزیر بهداشت به پاس تلاش در برگزاری آزمون‌های رشته‌های تخصصی[۱]
- رتبه اول در پانزدهمین جشنواره رازی (مرکز تحقیقات ایدز ایران)[۱]